# Bare, Busovača
Bare är en ort i Bosnien och Hercegovina.   Den ligger i kommunen Busovača i entiteten Federationen Bosnien och Hercegovina, i den centrala delen av landet, 50 kilometer nordväst om huvudstaden Sarajevo. Bare ligger 458 meter över havet och antalet invånare är 399.
Terrängen runt Bare är huvudsakligen kuperad, men söderut är den bergig.Runt Bare är det ganska tätbefolkat, med 93 invånare per kvadratkilometer.. Närmaste större samhälle är Zenica, 10,3 kilometer nordost om Bare. 
I omgivningarna runt Bare växer i huvudsak blandskog.